# Кильца (деревня)
Кильца (Кильце) — деревня в Мезенском районе Архангельской области Российской Федерации. Входит в состав Зареченского сельского поселения (до 1 июня 2021 года Козьмогородского сельского поселения).
В 2016 году село внесено в Путеводитель самых красивых деревень России.

## География
Кильца расположена в центре Мезенского района, на левом берегу реки Мезень, в устье реки Кильца. Ниже Кильцы находится деревня Кимжа Дорогорского сельского поселения, с которой Кильце связана автодорогой, выше — деревня Печище, за рекой — деревня Козьмогородское (центр бывшего Козьмогородского сельского поселения).

## Население
| 2002 | 2010 | 2012 |
| ---- | ---- | ---- |
| 89   | ↘46  | ↗76  |

Численность населения деревни, по данным Всероссийской переписи населения 2010 года, составляла 46 человек. В 2009 году в Кильце числилось 89 человек.

## Достопримечательности
Писатель Лев Прозоров в книге «Богатырская Русь» указал, что С. И. Дмитриева, тщательно изучившая все данные о местах, где были записаны былины, показала в работе «Географическое распространение русских былин (по материалам конца XIX — начала XX в.)», что сохранившиеся былины связаны только с поселенцами, предки которых пришли на север из Новгородской земли, а не из Ростово-Суздальской земли. С. И. Дмитриева отметила деление на «высокие» (древние) и «низкие», «старшие» и «младшие» роды (похоже на «старую чадь» и «меньшую чадь» русских летописей), сохранившееся в северных деревнях у потомков новгородцев до XX века. Старшими считались роды, первыми пришедшие в край. Невесты из этих родов считались самыми желанными, и происхождение могло легко перевесить и внешность невесты, и размеры приданого. Когда же девушки исполняли «круги» — обряд обхода села в престольный праздник посолонь, по часовой стрелке, с особыми, только в этот день исполняющимися песнями, — то первые места в веренице были закреплены за девушками из «старших родов». Разница в родительском состоянии что-то определяла лишь среди девушек из «младших» семей. И именно «родовая знать» и была в основном хранительницей былин. Дмитриева предположила связь «старших родов» с осевшей на землю «гридью» — городской общинной дружиной, осевшей в Новгороде в XI—XII веках на землю и вошедшей в состав средних землевладельцев (своеземцев). Перенесение поэтических сказаний на Русский Север произошло вместе с тем населением, которое их сложило и запело ещё до XIV века, ибо в древнейших богатырских былинах нет упоминаний таких врагов Руси как Литва и ляхи. В Кильце к самым «высоким» фамилиям относятся — Кашунины, Шубины и Чуповы. Кильце славится своими обетными крестами.

### Карты
- Топографическая карта Q-38-89,90. Дорогорская
- Кильца на карте Wikimapia Архивировано 25 августа 2011 года.
- Кильце. Публичная кадастровая карта. Дата обращения: 5 сентября 2012. Архивировано из оригинала 24 декабря 2013 года.